# Eleonora af Toledo
Eleonora af Toledo (italiensk: Eleonora di Toledo; 11. januar 1522 – 17. december 1562), født Doña Leonor Álvarez de Toledo y Osorio, var en spansk adelskvinde og hertuginde af Firenze som første hustru til Cosimo 1. de' Medici, storhertug af Toscana. Hun var en ferm forretningskvinde og finansierede mange af hendes ægtemands politiske kampagner og vigtige bygninger som Palazzo Pitti. Hun fungerede også som regent af republikken Firenze flere gange under hendes mands fravær, og hun er blevet beskrevet som den første moderne førstedame.

## Opvækst
Eleonora blev født i Alba de Tormes, Salamanca, Spanien, den 11. januar 1522. Hun var den anden datter af Pedro Álvarez de Toledo, vicekonge af Napoli, og Maria Osorio, 2. marquise af Villafranca. Hendes far var løjnant-guvernør for den tysk-romerske kejser Karl 5. og bror til Fernando Álvarez de Toledo, 3. hertug af Alba. Gennem sin far var hun beslægtet med den tysk-romerske kejser.
I maj 1534, to år efter at hendes far blev udpeget som vicekonge af Napoli, flyttede Eleonora med sin mor og søskende til Italien. Børnene blev opdraget i vicekongens strikse og lukkede hof. Det virker ikke til, at den 13-årige Eleonora fik megen opmærksomhed, udover fra Cosimo 1. de' Medici i 1535 der rejste med sin fætter Alessandro, den daværende hertug af Firenze, til Napoli.

## Ægteskab
Tre år senere ledte Cosimo, nu Hertug af Firenze, efter en hustru, som kunne hjælpe ham med at styrke sin politiske position, siden Mediciernes hertugelige status stadig var ny. Han friede først til Margrete af Parma, illegitim datter af Karl 5. og Allessandros enke, men hun udviste stor modstand mod idéen om at udleve hendes fars planer for hende. Da kejseren ikke ønskede at antagonisere Cosimo, tilbød kejseren en af den rige vicekonge af Napolis døtre. Bruden ville give Medicierne en magtfuld forbindelse til Spanien, som på det tidspunkt ultimativt kontrollerede Firenze. Dette ville give dem muligheden for at vise nok loyalitet og tillid til Spanien, så de spanske tropper ville trække sig fra provinsen. Cosimo kom i tanker om Eleonora, og han afviste bestemt vicekongens første tilbud om ægteskab med hans ældste og kedeligere datter, Isabella. Vicekongen accepterede ægteskabet til Eleonora og gav også en stor sum penge i medgift.
Eleonora og Cosimo blev viet ved prokuration den 29. marts 1539. Kort efter aftalen om ægteskabet blev indgået, begyndte parret at korrespondere. I maj var agenten fra Firenze, Jacobo de' Medici, i Napoli og informerede hertugskabets sekretær, Pierfranceso Riccio, at "Hertuginden siger, at hun er glad og fyldt til randen med tilfredshed, og jeg vil forsikre dem det". Riccio tilføjede, at da Eleonora modtog brevene fra sin forlovede "var hun stolt over at have kunnet forstå dem på egen hånd, uden nogens hjælp". Eleonora arbejdede hurtigt på at forbedre sine læsekundskaber på italiensk, noget som hun ikke har haft særligt behov for at lære i det spansktalende hof. Den 11. juni satte den syttenårige Eleonora sejl mod Napoli, ledsaget af sin bror Garcia med syv galejer. De ankom i Livorno om morgenen den 22. juni. Samme morgen rejste hun mod Pisa, og halves gennem rejsen dertil mødtes hun med Cosimo. Efter et kort ophold i Pisa, rejste parret videre til Firenze og stoppede i få dage i Poggio a Caiano.
Den 29. juni 1539 ankom Eleonora og Cosimo til Basilica di San Lorenzo og afholdte deres bryllup med en stor og overdådig fest. Maleren Bronzino leverede festens dekor, hvilket markerede det første eksempel på en kunstnerisk fornyelse i Firenze efter den katastrofale belejring af Firenze i 1529-30. Festlighederne viste den nye hertugs politik om "at skabe et organisk forhold mellem kunstnere og fyrstendømmet".
Parret have et fredeligt hjemligt liv: overraskende for tiden var hendes mand hende tro igennem hele deres lange ægteskab. Hertugparret fungerede som eksempel på et traditionelt par, hvilket skulle styrke Cosimos forskellige reformer og adskille dem fra den tidligere hertug, som blev snigmyrdet af et andet medlem af Medici-familien uden at efterlade nogen legitim arving og konsolidere dynastiets magt i Toscana efter flere års politisk skadende spekulationer om hans overødsel og seksuelle afvigelser.
Før Eleonoras ægteskab med Cosimo havde Medici-slægten været i fare for at uddø. Både Eleonora og Cosimo fik rapporter om deres børns udvikling og gav anvisninger til deres uddannelse, leveforhold og tøj. Fødslen af mandlige arvinger og døtre, der kunne giftes ind i andre regerende familier, indgød en ny tid med stabilitet og magt i Toscana. Medici-børnenes kongelige ophav gav dem det "blå blod", som Medicierne havde manglet, og processen med at indsætte børnene i de europæiske kongehuse på lige fod med de andre fyrstefamilier begyndte. Parret fik elleve børn, omend kun fem sønner og tre døtre nåede voksenalderen:
- Maria (3. april 1540 – 19. november 1557): Forlovet til Alfonso II d'Este, hertug af Ferrara, men døde før ægteskabet.
- Francesco (25. marts 1541 – 19. oktober 1587): Efterfulgte sin far som Ærkehertug af Toscana.
- Isabella (31. august 1542 – 19. oktober 1587): Giftedes med Paolo Giordano I Orsini, hertug af Bracciano.
- Giovanni (28. september 1543 – november 1562): Blev biskop af Pisa og kardinal.
- Lucrezia (7. juni 1545 – 21. april 1561): Giftedes med Alfonso II d'Este, hertug af Ferrara og Modena.
- Pietro (10. august 1546 – 10. juni 1547): Kendt som "Pedricco"; døde som spæd.
- Garzia (5. juli 1547 – 12. december 1562): Døde af malaria som 15-årig.
- Antonio (1. juli 1548 – juli 1548): Døde som spæd.
- Ferdinando (30. juli 1549 – 17. februar 1609): Efterfulgte sin bror som Ærkehertug af Toscana.
- Anna (19. marts 1553 – 6. august 1553): Døde som spæd.
- Pietro (3. juni 1554 – 25. april 1604): Myrdede sin kone og kusine, Eleonora di Garzia di Toledo; døde i armod.

## Hertuginde af Firenze
Eleonoras store profil i Firenze som hertuginde var, til at starte med, en øvelse ud i imageskabelse styret af hendes mand, som havde behov for at forsikre offentligheden om stabiliteten og respekten af ikke bare hans egen familie men også den nye regeringstid. Hendes valgsprog var cum pudore laeta fecunditas (hvilket betyder "lykkelig frugtbarhed med kyskhed"), som reference til hendes jordes rige høst, hendes ægteskabelige trolighed og mange børn.
Med tiden fik Eleonora betydelig indflydelse i Firenze gennem hendes engagement i politik, og med tiden konsulterede Cosimo hende ofte. Hans tillid til hendes politiske færdigheder var så stor, at Cosimo gjorde sin kone til regent ved hertugens hyppige fravær, hvilket etablerede hendes position som mere end bare en smuk producent af arvinger. Eleonora regerede under Cosimos militære kampagner i Genoa i 1541 og 1543, hans sygdom fra 1544 til 1545 og igen på tidspunkter, hvor krigen for erobringen af Siena (1551–54) enten krævede hans fravær eller større fokus på militære anliggender.

### Politisk indflydelse
Eleonora var meget entusiastisk om og interesseret i forretning, i særdeleshed landbrug. Hun ejede store ejerlav af kornafgrøder og husdyr, såsom hold af bier og silkesommerfugle. Hun ejede også miner og tjente penge på minedriften. Hendes høst var rig, og hendes produkter blev sendt så langt som til Spanien. Hertuginden styrede og solgte sine varer med snilde, hvilket hjalp hende med at udvide sine forretninger betydeligt og udvide de i forvejen store Medici-ejendomme. Gennem hendes velgørende aktiviteter blev bondestandens økonomiske situation også forbedret.
Selvom florentinerne i begyndelsen tænkte om hende som en spansk barbar og en fjende mod hendes ægtemands hjemland, gav Eleonora ikke bare store donationer til florentinske velgørende formål, men også deres politik. Eleonora støttede økonomisk Cosimos arbejde for at frigøre hertugdømmet fra fremmede lande, og hun hjalp folk, der ikke normalt fik audiens hos hertugen, med at opdage, at deres sag kunne adresseres til hertugen gennem hertuginden.
Eleonora var en troende kvinde, som lavede donationer til og besøgte flere klostre. I 1547 var Juan Polanco udsendt af Ignatius Loyola for at prædike i Pistoria, og han henvendte sig til hertuginden og bad om hendes støtte til at grundlægge et jesuittisk kollegium. Hun afslog Polancos andragende, men hun gik senere i forhandlinger med Diego Laynez, der ledte til grundlæggelsen af den første jesuittiske skole i Firenze. Laínez fik med tiden hendes hengivenhed til det punkt, at hun blev Cosimos permanente repræsentant på jesuitterordenens vegne og grundlagde mange nye kirker i byen. Hun gav sig dog ikke helt til det jesuittiske samfund eller deres hengivenhed til hende.

### Kunstens protektor
Ligesom hendes mand, var Eleonora protektor for de fleste prominente kunstnere fra perioden såsom Agnolo Bronzino, Giorgio Vasari og Niccolò Tribolo og mange bemærkselsværdige bygninger er bevaret i dag.
Eleonoras private kapel i Palazzo Vecchio var udsmykket af Bronzino. Fra 1559 til 1564 hyrede hun Vasari til at lave en ny fresko i hendes lejligheder, der afbilleder kvinder hvis præstationer, med hans ord, enten var lig med eller bedre mænds, såsom dronning Ester, Penelope og den florentinske heltinde Gualdrada Berti. Det antages, at omdekorationerne var en velovervejet indsats fra den middelaldrene Eleonora for at omforme hendes offentlige image væk fra frugtbarhed og fertilitet og hen mod hendes andre fortrin - visdom, tapperhed og fornuft.
I den tidlige del af hendes ægteskab residerede Medici-familien i Firenzes Via Larga i det, der i dag er Palazzo Medici Riccardi, og senere i Palazzo Vecchio. I 1549 købte Eleonora Palazzo Pitti på den modsatte side af Arno-floden som et sommerresidens for familien. I 1550 hyrede hun Tribolo til at lave Pitti-paladsets berømte Boboli-haver, som havde en åbenhed og en ekspansiv udsigt ukonventionel for dens tid. Haverne var meget overdådige og der var ikke adgang for nogen andre end den nære Medici-familie.
En del af Eleonoras testamente var opførelsen og finansieringen af det prestigefyldte men eksklusive kloster Santissima Concezione, et underhus til hendes yndlingskloster, Le Murate. Det blev opført med inspiration fra Sale del Papa fra det prominente dominikanske kloster Santa Maria Novella, som engang fungerede som indkvartering for besøgende paver.

## Personlighed og udseende
Samtidige beskrivelser af Eleonora giver et andet billede end hendes kolde, hårde portrætter måske giver af hende. Meget lig sin ægtemand var hertuginden meget realistisk, praktisk og beslutsom, når hun skulle træffe vigtige beslutninger. Selvom hun var syg meget af sit voksne liv, blev Eleonora opfattet som meget charmerende og flyttede meget mellem hendes forskellige palazzi og villaer. Undersøgelser af hendes legeme fra det 21-århundrede har afsløret, at hun led af en markant calciummangel som konsekvens af mange og hyppige graviditeter. Dette kan have betydet meget dårligt helbred, tandsmerter og et dårligt generelt udseende.
Selvom hun ikke støttede, at spanierne fik kontrollen med Firenze, var Eleonora stadig stolt over sit fødested og foretrak at skrive på spansk fremfor italiensk, hvilket nogle gange skabte nogle kommunikative problemer i breve med hendes mand. Jesuitterne sendte spanske præster for at forhandle med hertuginden, da "hun ikke ønsker at tale med nogen af vores mænd, der ikke er spaniere."
Eleonora blev husket for hendes majestætiske ansigtstræk som vist på hendes portrætter. Hun var meget opmærksom på mode og påklædning og havde konstant ansat guld- og sølvvævere til hendes beklædningsgenstande.

## Død
Den 40-årige Eleonora og hendes to sønner, 16- årige Giovanni og 19-årige Garzia, blev syge med Malaria mens de rejste til Pisa i 1562. Hendes sønner døde før hende og inden for få uger af hinanden. Eleonora døde, svækket af tuberkulose, den 17. december i nærværelse af hendes utrøstelige ægtemand og en jesuittisk skriftefader. Hendes begravelse blev afholdt den 28. december, før hun blev stedt til hvile i Medici-kapellet i Basilica di San Lorenzo.
I århundreder efter hendes død cirkulerede myten om, at Garcia havde myrdet sin egen bror Giovanni efter en uoverensstemmelse i 1562. Det blev sagt, at Cosimo myrdede Garcia med sit eget sværd, og den fortvivlede Eleonora døde en uge senere af sorg. Sandheden, bevist med nutidige opgravninger og retsmedicinsk videnskab, var den, som Medici-familien altid havde påstået, at Eleonora og hendes sønner døde sammen af malaria.

## Eftermæle
Siden hendes død har historikere haft en tendens til at overse Eleonoras vigtighed i Firenzes historie, og selv i dag tænkes hun ofte på som "bare" en anden hustru. Dette kan skyldes hendes mange portrætter af hende i ekstravagante kjoler og dårlige omtale, som hun fik fra hendes florentinske undersåtter, da hun var spanier.
Ombygningen af Palazzo Pitti blev kun delvist færdiggjort ved Eleonoras død, men det blev med tiden det primære residens for ærkehertugene af Toscana. Paladset er nu det største museumskompleks i Firenze, da senere generationer samlede på malerier, smykker og luksuriøse ejendele. Hendes ikoniske tøj opbevares og bevares nu i museets Galleria del Costume.
Eleonoras grundlæggelse af Santissima Concezione har bidraget til hendes eftermæle, da klostrets kunstneriske bestillinger yderligere styrker det faktum, at hun var protektoren. Bestillingerne inkluderer en buste af Eleonora og våbenskjoldet for hertugen og hertuginden malet på vinduerne i klostret mellem nonnerne og altret.

### Yderligere litteratur
- Karl, Wilhelm and Isenburg, Prinz zu, Europäische Stammtafeln: Stammtafeln zur Geschichte der Europaischen Staaten, Neue Folge, Marburg, Germany: Verlag von J. A. Stargardt, vol. 3. pt. 3, 1985, tables 532b–533.
- Liss, Peggy K. Isabel the Queen, New York: Oxford University Press, 1992, p. 165.
- Roth, Norman. Conversos, Inquisition, and the Expulsion of the Jews from Spain, Madison, WI: The University of Wisconsin Press, 1995, pp. 150–151, 333.
- Eleonora di Toledo - Renaissance and Reformation - Oxford Bibliographies
- Breve fra og om Eleonora di Toledo